# جونگ جین یونگ (خواننده)
جونگ جین یونگ (کره‌ای: 정진영؛ زادهٔ ۱۸ نوامبر ۱۹۹۱)، که به‌طور حرفه‌ای با نام جین‌یونگ (انگلیسی: Jinyoung) شناخته می‌شود، خواننده، ترانه‌سرا، تهیه‌کننده موسیقی و بازیگر اهل کره جنوبی است. او یکی از اعضای گروه پسرانهٔ کره‌ای بی‌وان‌ای‌فور بود. او اکنون زیر نظر کمپانی بی‌بی انترتینمنت است. او به خاطر ایفای نقش در مجموعه‌های تلویزیونی عشق در مهتاب (۲۰۱۶) و دانشگاه پلیس (۲۰۲۱)، مورد تحسین قرار گرفته است.

## حرفه

### ۲۰۱۱–۲۰۱۸: بی‌وان‌ای‌فور
جون جین یونگ در سای‌ورلد از طریق عکسی که خودش در این وبگاه آپلود کرده بود، کشف شد. قبل از پیوستن به گروه بی‌وان‌ای‌فور، تقریباً دو سال کارآموز خوانندگی، آهنگسازی و بازیگری بود.
جونگ جین یونگ به عنوان اولین عضو گروه بی‌وان‌ای‌فور در ۱۱ آوریل ۲۰۱۱ اعلام شد. این گروه نخستین اجرای خود را در ۲۳ آوریل ۲۰۱۱ در شو! میوزیک کور شبکه ام‌بی‌سی انجام داد.
در ۳۰ ژوئن ۲۰۱۸، کمپانی دبلیوام انترتینمنت تأیید کرد که جونگ جین یونگ و بارو این آژانس را به خاطر اتمام قرارداد ترک خواهند کرد. فعالیت‌های آنها با گروه همچنان مورد بحث بود. در ۱۶ نوامبر، دبلیوام انترتینمنت گزارش کرد که جین‌یونگ و بارو آژانس را ترک خواهند کرد و گروه بی‌وان‌ای‌فور به با سه عضو به کار خود ادامه خواهد داد.

## فیلم‌شناسی

### فیلم
| سال  | عنوان          | نقش           | توضیحات     | منابع |
| ---- | -------------- | ------------- | ----------- | ----- |
| ۲۰۱۴ | خانم مادربزرگ  | بان جی ها     |             |       |
| ۲۰۱۹ | رفیق درون من   | کیم دونگ هیون |             |       |
| ۲۰۲۲ | آواز ۲         | جانی          | دوبلهٔ کره‌ای | [ ۶ ] |
| ۲۰۲۴ | تو نور چشم منی | جین-وو        |             |       |

### مجموعه تلویزیونی
| سال  | عنوان               | نقش                   | توضیحات                | منابع |
| ---- | ------------------- | --------------------- | ---------------------- | ----- |
| ۲۰۱۲ | هزارمین مرد         |                       | حضور افتخاری           | [ ۷ ] |
| ۲۰۱۳ | او عالی است         | گونگ مین گیو          |                        |       |
| ۲۰۱۵ | پشتکار گو هه را     | کانگ سه چان / ری کیم  |                        |       |
| ۲۰۱۵ | گرم و دنج           | جونگ پونگ سان         |                        |       |
| ۲۰۱۶ | عشق در مهتاب        | کیم یون سونگ          |                        |       |
| ۲۰۱۷ | اگر ما یک فصل بودیم | اوه دونگ کیونگ        | درام ویژه              |       |
| ۲۰۲۱ | دانشگاه پلیس        | کانگ سون هو           |                        | [ ۸ ] |
| ۲۰۲۳ | اتفاقی دیدمت        | پسر هه جون و یون یونگ | حضور افتخاری (قسمت ۱۶) | [ ۹ ] |

### مجموعه اینترنتی
| سال  | عنوان            | نقش           | توضیحات | منابع  |
| ---- | ---------------- | ------------- | ------- | ------ |
| ۲۰۱۵ | کاراگاه شرلوک کی | گوم کانگ سان  |         | [ ۱۰ ] |
| ۲۰۱۹ | Wind-Bell        | دنیل          |         |        |
| ۲۰۱۹ | عشق اول من       | سو دو هیون    |         |        |
| ۲۰۲۳ | خانه شیرین       | پارک چان یونگ | فصل ۲   | [ ۱۱ ] |
| ۲۰۲۴ | خانه شیرین       | پارک چان یونگ | فصل ۳   | [ ۱۱ ] |

### برنامه تلویزیونی
| سال   | عنوان                                      | نقش              | توضیحات                             | منابع         |
| ----- | ------------------------------------------ | ---------------- | ----------------------------------- | ------------- |
| ۲۰۱۴  | میلیون سلر                                 | شرکت کننده       | آهنگساز قسمت ۱–۲ (جوانترین آهنگساز) | [ ۱۲ ]        |
| ۲۰۱۶  | خدای موسیقی ۲                              | عضو بازیگران     |                                     | [ ۱۳ ]        |
| ۲۰۱۶  | پادشاه خواننده                             | شرکت کننده       | قسمت ۸۵                             | [ ۱۴ ] [ ۱۵ ] |
| ۲۰۱۱۷ | تیم عملیاتی آیدل دراما                     | تهیه‌کننده موسیقی |                                     | [ ۱۶ ]        |
| ۲۰۱۱۷ | مستر کی، فصل ۲                             | شرکت کننده       | تیم قرمز، قسمت ۱                    |               |
| ۲۰۱۹  | 우리동네 피터팬 My Neighbourhood Peter Pan | راوی             |                                     | [ ۱۷ ]        |

### برنامه اینترنتی
| سال  | عنوان  | نقش               | منابع  |
| ---- | ------ | ----------------- | ------ |
| ۲۰۲۲ | جوانان | عضو گروه بازیگران | [ ۱۸ ] |

## جوایز و نامزدی‌ها
| مراسم جوایز                        | سال  | دسته                                  | نامزد / اثر                                 | نتیجه    | منابع  |
| ---------------------------------- | ---- | ------------------------------------- | ------------------------------------------- | -------- | ------ |
| جوایز آرتیست آسیا                  | ۲۰۱۸ | جایزه برگزیده                         | عشق در مهتاب                                | برنده    | [ ۱۹ ] |
| جوایز هنری بکسانگ                  | ۲۰۱۷ | بهترین بازیگر تازه‌کار مرد – تلویزیون  | عشق در مهتاب                                | نامزدشده | [ ۲۰ ] |
| جوایز کات کارگردان                 | ۲۰۱۹ | بهترین بازیگر تازه‌کار مرد             | رفیق درون من                                | نامزدشده | [ ۲۱ ] |
| جوایز درامای کی‌بی‌اس                | ۲۰۱۶ | بهترین بازیگر تازه‌کار مرد             | عشق در مهتاب                                | برنده    | [ ۲۲ ] |
| جوایز درامای کی‌بی‌اس                | ۲۰۱۶ | جایزه نتیزن، بازیگر مرد               | عشق در مهتاب                                | نامزدشده |        |
| جوایز درامای کی‌بی‌اس                | ۲۰۲۱ | جایزه بازیگر برتر مرد در یک مینی‌سریال | دانشگاه پلیس                                | نامزدشده | [ ۲۳ ] |
| جوایز درامای کی‌بی‌اس                | ۲۰۲۱ | جایزه محبوبیت، بازیگر مرد             | دانشگاه پلیس                                | برنده    | [ ۲۳ ] |
| جوایز درامای کی‌بی‌اس                | ۲۰۲۱ | جایزه بهترین زوج                      | جونگ جین یونگ همراه چا ته-هیون دانشگاه پلیس | برنده    | [ ۲۳ ] |
| جوایز درامای کره                   | ۲۰۱۷ | بهترین بازیگر تازه‌کار مرد             | عشق در مهتاب                                | نامزدشده | [ ۲۴ ] |
| جوایز برند آیدل کی-پاپ             | ۲۰۱۸ | آیدل بازیگر سال                       | عشق در مهتاب                                | برنده    | [ ۲۵ ] |
| جوایز مکس مووی                     | ۲۰۱۵ | بهترین بازیگر نقش مکمل مرد            | خانم مادربزرگ                               | نامزدشده |        |
| جوایز وب‌فست مینه‌سوتا               | ۲۰۱۹ | بهترین عملکرد دراماتیک                | Wind-Bell                                   | برنده    | [ ۲۶ ] |
| فستیوال فیلم جوانان بین‌المللی سئول | ۲۰۱۴ | بهترین بازیگر مرد                     | خانم مادربزرگ                               | نامزدشده |        |